# Wiktor Pysz
Wiktor Pysz (ur. 3 maja 1949 w Nowym Targu, zm. 10 grudnia 2024) – polski hokeista, trener.

## Życiorys
Karierę zawodniczą rozpoczął i skończył w Podhalu Nowy Targ (lata 1964–1968, 1972–1974), zdobywając w tym okresie trzy tytuły mistrza Polski. W międzyczasie grał w Cracovii (1968–1970) i Legii Warszawa (1970–1972). W składzie reprezentacji Polski rozegrał jedno spotkanie.
Karierę trenerską także rozpoczął w Podhalu, po czym trenował kluby niemieckie: EV Stuttgart (potem EC Stuttgart od 1989), Augsburger Panther i Adler Mannheim. W latach 1999–2004 był selekcjonerem reprezentacji Polski (edycje mistrzostw świata 2000, 2001, 2002, 2003, 2004). Od sezonu 2006/2007 trenował Podhale, z którym wywalczył mistrzostwo Polski. Podał się do dymisji 31 października 2007 z powodów zdrowotnych. 2 września 2008 został mianowany na stanowisko kierownika wyszkolenia PZHL. 20 lipca 2009 został po raz drugi selekcjonerem reprezentacji Polski. Narodową kadrę prowadził w edycjach MŚ 2010, 2011, 2012. Z tej funkcji został odwołany 21 czerwca 2012.
Jego bracia Marian (ur. 1947) i Andrzej (ur. 1954) oraz syn Patryk także byli hokeistami. Brat Marian również był trenerem, a syn Patryk był jednym z nielicznych polskich zawodników wybranych w drafcie do ligi NHL.

## Osiągnięcia
Zawodnicze klubowe
- Złoty medal mistrzostw Polski: 1966, 1973, 1974 z Podhalem Nowy Targ
- Brązowy medal mistrzostw Polski: 1968 z Podhalem Nowy Targ

Zawodnicze indywidualne
- Mistrzostwa Europy juniorów do lat 19 w hokeju na lodzie 1968:
  - Pierwsze miejsce w klasyfikacji asystentów turnieju: 7 asyst[7]
  - Piąte miejsce w klasyfikacji kanadyjskiej turnieju: 10 punktów

Szkoleniowe klubowe
- Srebrny medal mistrzostw Polski: 1981 z Podhalem Nowy Targ
- Złoty medal mistrzostw Polski: 2007 z Podhalem Nowy Targ

Szkoleniowe reprezentacyjne
- Awans do MŚ Elity: 2001 z Polską